# Juliette Ah-Wan
Juliette Chantal Ah-Wan , née à Victoria aux Seychelles le 29 avril 1981, est une joueuse de badminton seychelloise.

## Biographie
Elle commence le badminton à 14 ans, en 1995, sur les conseils d'une amie,. En 2007, elle est la sportive des Seychelles de l'année. Outre ses victoires dans les championnats africains de badminton et les Jeux africains, Juliette Ah-Wan a notamment participé aux Jeux olympiques de 2008 et aux Jeux du Commonwealth de 2002 à 2018,.

## Palmarès

### Championnats d'Afrique
- Championnats d'Afrique de badminton 2018 à Alger
  -  Médaille d'or en double dames avec Allisen Camille
- Championnats d'Afrique de badminton 2014 à Gaborone
  -  Médaille d'argent en double dames avec Allisen Camille
  -  Médaille de bronze en équipe mixte
- Championnats d'Afrique de badminton 2013 à Rose Hill
  -  Médaille d'or en double dames avec Allisen Camille
  -  Médaille de bronze en équipe mixte
- Championnats d'Afrique de badminton 2010 à Kampala
  -  Médaille de bronze en double dames avec Allisen Camille
- Championnats d'Afrique de badminton 2009 à Nairobi
  -  Médaille d'or en simple dames
  -  Médaille d'argent en double mixte avec Georgie Cupidon
  -  Médaille d'argent en équipe mixte
  -  Médaille de bronze en double dames avec Catherina Paulin
- Championnats d'Afrique de badminton 2007 à Rose Hill
  -  Médaille d'or en double mixte avec Georgie Cupidon
  -  Médaille d'or en équipe mixte
  -  Médaille de bronze en double dames avec Catherina Paulin
- Championnats d'Afrique de badminton 2006 à Alger
  -  Médaille d'or en simple dames
  -  Médaille d'or en double mixte avec Georgie Cupidon
  -  Médaille d'argent en double dames avec Catherina Paulin
  -  Médaille de bronze en équipe mixte
- Championnats d'Afrique de badminton 2004 à Rose Hill
  -  Médaille de bronze en double dames avec Shirley Etienne
  -  Médaille de bronze en équipe mixte
- Championnats d'Afrique de badminton 2002 à Casablanca
  -  Médaille d'or en simple dames
  -  Médaille de bronze en double dames avec Catherina Paulin

### Jeux africains
- Jeux africains de 2015 à Brazzaville
  -  Médaille d'or en double dames avec Allisen Camille
  -  Médaille de bronze en double mixte avec Georgie Cupidon
  -  Médaille de bronze en équipe mixte
- Jeux africains de 2007 à Alger
  -  Médaille d'or en double mixte avec Georgie Cupidon
  -  Médaille de bronze en équipe mixte
- Jeux africains de 2003 à Abuja
  -  Médaille de bronze en simple dames
  -  Médaille de bronze en double dames avec Shirley Etienne
  -  Médaille de bronze en équipe mixte

### Jeux des îles de l'océan Indien
- Jeux des îles de l'océan Indien 2015 à La Réunion
  -  Médaille d'argent en double dames avec Allisen Camille
  -  Médaille de bronze en simple dames
  -  Médaille de bronze en double mixte avec Georgie Cupidon